# Burmagomphus arthuri
Burmagomphus arthuri е вид водно конче от семейство Gomphidae.

## Разпространение и местообитание
Видът е разпространен в Индонезия (Калимантан), Малайзия (Западна Малайзия) и Тайланд.
Обитава сладководни басейни и потоци.